# Stadion Miejski w Koprivnicy
Stadion Miejski (chorw. Gradski stadion) – stadion w Chorwacji, znajdujący się w mieście Koprivnica. Na tym stadionie swoje mecze rozgrywa miejscowa drużyna NK Slaven Belupo. Stadion może pomieścić 4 000 widzów, z czego 3 134 to miejsca siedzące. Obiekt ten został wybudowany w 1997 roku. W 2007 roku na stadionie zamontowano oświetlenie. W sezonie 2010/11 na stadionie Gradski stadion swoje mecze rozgrywa także trzecioligowy zespół NK Koprivnica. Na obiekcie tym mogą być również rozgrywane mecze międzypaństwowe – 7 czerwca 2009 roku reprezentacja Chorwacji do lat 21 przegrała tutaj 0-2 w meczu eliminacyjnym do Mistrzostw Europy U-21 w Piłce Nożnej 2011 z reprezentacją Cypru do lat 21.